# Dorfkirche Ritze

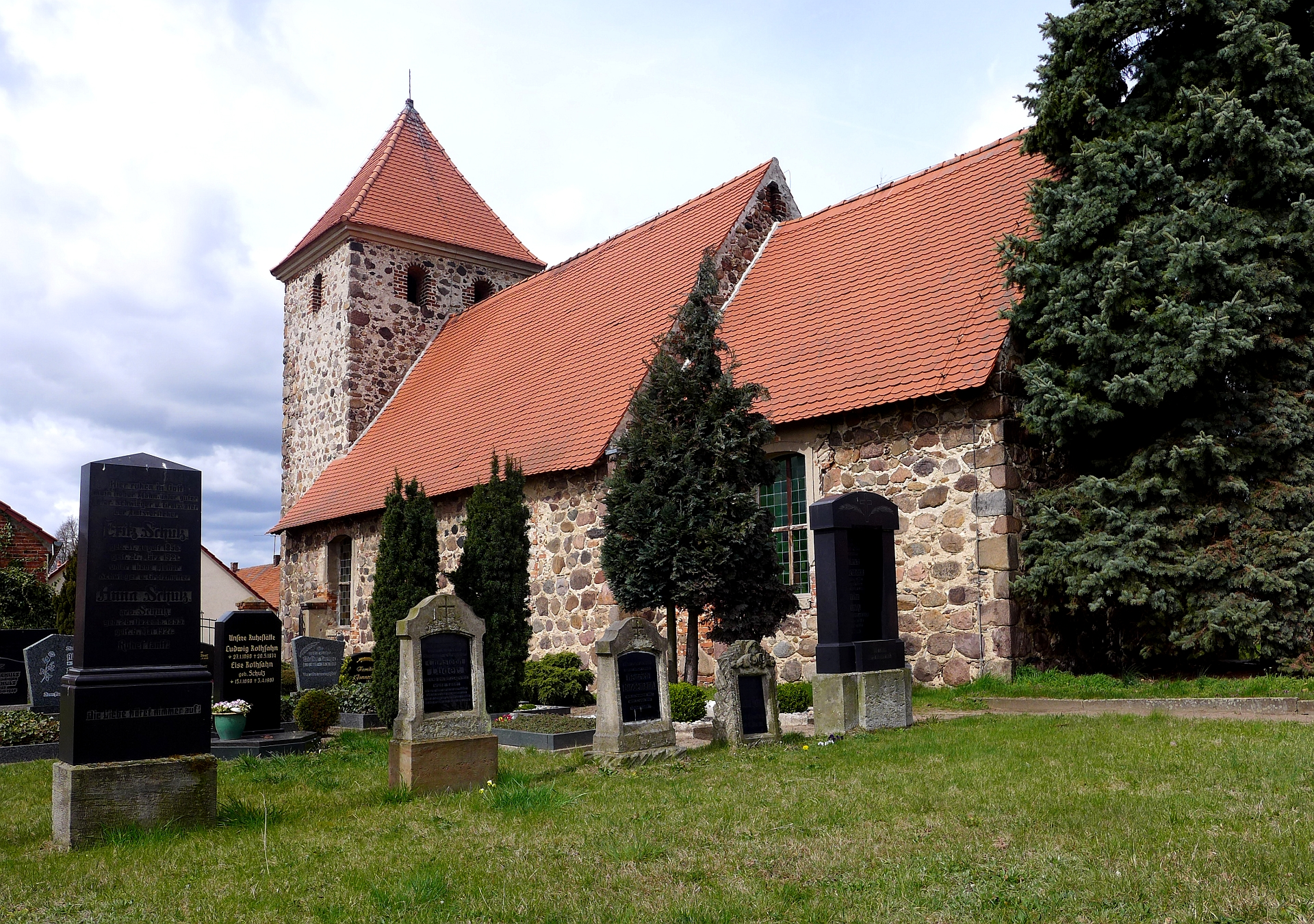
Dorfkirche Ritze

Die evangelische Dorfkirche Ritze ist eine im Kern spätromanische Saalkirche im Ortsteil Ritze von Salzwedel im Altmarkkreis Salzwedel in Sachsen-Anhalt. Sie gehört zum Kirchspiel Groß Chüden im Kirchenkreis Salzwedel der Evangelischen Kirche in Mitteldeutschland und steht seit den 1970er Jahren unter Denkmalschutz.

## Geschichte und Architektur
Die Kirche wurde im frühen 13. Jahrhundert aus Feldsteinen erbaut; sie besteht aus dem flach gedeckten Schiff, dem eingezogenen quadratischen Chor mit einem kuppelartigen Kreuzgratgewölbe und dem ebenfalls schmaleren Westturm, der im 15. Jahrhundert im Stil der Spätgotik erbaut wurde. Der Dachstuhl über dem Chor aus Eichenholz stammt aus dem Spätmittelalter, wobei offenbar Holz aus der Bauzeit wieder verwendet wurde, wie aus den verschiedenen Phasen der Abbundzeichen zu erkennen ist. Die Hölzer wurden dendrochronologisch untersucht und auf das Jahr 1273 datiert.
Das Schiff ist aus lagig versetzten Feldsteinen erbaut, während das Mauerwerk des Turms aus völlig regellos versetzten Feldsteinen, durchmischt mit kleinsten Feldsteinen und Ziegelmaterial, besteht. Das Westportal ist neugotisch. An der Südseite des Turms befindet sich eine schmale vermauerte Backsteinpforte mit zerstörtem Bogen. Das Glockengeschoss zeigt je zwei stichbogige Backsteinfenster an der West- und Ostseite und je eines an den beiden anderen Seiten. Die übrigen Fenster der Kirche wurden in der Barockzeit stark vergrößert, so dass keine genauen Angaben über deren ursprüngliche Form und Größe möglich sind. Offenbar entspricht aber die Verteilung der Fenster etwa derjenigen in der Bauzeit. Zwei Fenster sind an der Südseite des Schiffes eingelassen, drei an der Nordseite und je ein seitliches Fenster am Chor. An der Südseite des Chores befindet sich eine vermauerte Priesterpforte mit seitlichen Feldsteingewänden und stumpf spitzbogigem Backsteinbogen. An der Schiffssüdseite ist ein vermauertes gestuftes Portal von gleicher Aufteilung eingelassen. Die Verwendung von Backstein führen Historiker auf Vermittlung aus dem nahen Salzwedel mit seiner teils romanischen Backsteinarchitektur zurück.
Innen ist das Schiff flachgedeckt. Der schmale Chorbogen ist stumpf spitzbogig mit erkennbaren Abdrücken früherer Schalung. Der Chor zeigt demgegenüber ein Kreuzgewölbe in Backstein aus der Bauzeit.

## Ausstattung und Nutzung
Das Hauptstück der Ausstattung ist ein schlichter spätbarocker Kanzelaltar aus Holz. Er steht auf einem gemauerten Stipes, der wohl noch aus dem Mittelalter stammt. Bis zur Ablieferung der Glocken als Metallspende des deutschen Volkes im Ersten Weltkrieg im Jahr 1917 gab es im Turm zwei Glocken, von denen die größere (aus dem Jahr 1856 von Wettig aus Erfurt) im Jahr 1917 eingezogen wurde; die kleinere Glocke stammte aus der Zeit um 1380/90 und ist nach 1917 verloren gegangen.
Das Kircheninnere kann nach Anfrage beim Pfarramt besichtigt werden.